# Дискографија групе Леб и сол
Дискографија Леб и сол, македонског бенда, је комплетан списак свих синглова, албума и спотова издати у току њиховог постојања. До сада су издали 3 сингла, 10 студијских албума, 3 уживо албума, 14 спотова и неколико компилација. Деби су отпочели на компилацији Boom '77 изводећи нумере Под водом и У сенци. Марта 1978, издали су истоимени деби албум за ПГП РТБ, који је сниман септембра 1977 у Новом Саду. Исте године група наступа на фестивалу у Опатији са композицијом Ние четворицата (срп. Њих четворица).
Пошто су достигли огромну популарност, октобра 1978 издају за ПГП албум Леб и сол 2. Тим албумом су сва врата била отворена и те године су постали група године. Наредне године су издали Ручни рад где се окрећу ка рок музици у односу на прва два албума где је био доминантан џез. Фебруара 1981, издају албум Бесконачно. Наредног фебруара издају задњи албум за ПГП под називом Следовање који је сниман новембра 1981. Поводом промоције албума, бенд је свирао концерт 13. априла 1982. године у Загребу. Снимак тог концерта ће се појавити шест месеци касније као уживо албум Акустична траума. Пред сам крај 1982. године, бенд је потписао уговор за Југотон.
Први албум за Југотон је био Калабалак који сниман касне зиме 1983. године, а изашао 13. маја исте године. У време кад је достигао златни тираж, део групе је био на одслужењу војног рока. После одслужења, септембра 1984. године, група снима материјал за албум Тангента. Поводом 10 година постојања групе, Југотон 1986. године издаје албум Звучни зид, који је скуп музике за позориште, филм и ТВ. Марта 1987. године издају албум Као какао, који се сматра веома популарним. Маја 1989. године, издају најкомерцијалнији албум Путујемо.
Маја 1991, група одлази на америчко-канадску турнеју и материјал са тамошњих концерата као и обрада Учи ме мајко, карај ме се појавио новембра исте године под називом Live in New York. Априла 1995. године издају двоструко издање на ЦД-у и касети под називом Антологија. Унутрашњи омот садржи архивске фотографије чланова групе. Опроштајни концерт су имали децембра 1995, у Солуну и након тога следи пауза до априла 2006.
2006. године бенд је прославио јубиларну 30. годишњицу од оснивања турнејом по матичној Македонији, Словенији, Србији и Хрватској. Децембра 2006, излази албум под називом Live in Macedonia. После турнеје, Стефановски опет напушта бенд, а 2008. године излази албум И така натака (срп. И тако даље).

## Албуми

### Студијски албуми
| Назив албума  | Година | Издавач |
| ------------- | ------ | ------- |
| Леб и сол     | 1978   | ПГП-РТБ |
| Леб и сол 2   | 1978   | ПГП-РТБ |
| Ручни рад     | 1979   | ПГП-РТБ |
| Бесконачно    | 1981   | ПГП-РТБ |
| Следовање     | 1982   | ПГП-РТБ |
| Калабалак     | 1983   | Југотон |
| Тангента      | 1984   | Југотон |
| Звучни зид    | 1986   | Југотон |
| Као какао     | 1987   | Југотон |
| Путујемо      | 1989   | Југотон |
| И така натака | 2008   | Хамер   |

### Уживо албуми
| Назив             | Година | Издавач         |
| ----------------- | ------ | --------------- |
| Акустична траума  | 1982   | ПГП-РТБ         |
| Live in New York  | 1991   | Third Ear Music |
| Live in Macedonia | 2006   | Авалон          |

### Компилације
| Назив                            | Година | Издавач          |
| -------------------------------- | ------ | ---------------- |
| ЦД колекција                     | 1991   | ПГП РТБ          |
| Антологија                       | 1995   | Third Ear Music  |
| 1 и 2                            | 2003   | ПГП РТС          |
| The Ultimate Collection          | 2008   | Кроација рекордс |
| The Best Of 1 - 2                | 2009   | ПГП РТС          |
| Greatest Hits Collection 1978-89 | 2019   | Кроација рекордс |

## Видеографија
| Песма                  | Албум             | Година | Режија            |
| ---------------------- | ----------------- | ------ | ----------------- |
| Под водом              | Леб и сол         | 1978   | ТВ Скопље         |
| Како ти драго          | Леб и сол 2       | 1978   | ТВ Скопље         |
| У томе је ствар        | Бесконачно        | 1981   | ТВ Београд        |
| Носим твој жиг         | Следовање         | 1982   | ТВ Београд        |
| Калабалак              | Калабалак         | 1983   | ТВ Скопље         |
| Мало сутра             | Калабалак         | 1983   | ТВ Скопље         |
| Мамурни људи           | Као какао         | 1987   | ТВ Скопље         |
| Скопје                 | Као какао         | 1987   | Столе Попов       |
| Чувам ноћ од будних    | Као какао         | 1987   | Слободан Унковски |
| Као какао              | Као какао         | 1987   | Владо Божичевић   |
| Чукни во дрво          | Путујемо          | 1989   | ТВ Београд        |
| Учи ме мајко, карај ме | Live in New York  | 1991   | МРТ               |
| Распукала Шар планина  | Live in Macedonia | 2006   | Авалон продукција |
| Си заљубив едно моме   | И така натака     | 2008   | Хамер             |